# 帝都久利寿
帝都 久利寿（ていと くりす、1988年（昭和63年）5月1日 - ）は、シアトル出身の実業家、技術者、プログラマ。クールジャパン戦略推進会議のメンバー。コネクトフリー株式会社代表取締役総合開発責任者兼CEO。京都市在住。

## 人物
シアトル郊外の田舎で育つ。Apple マッキントッシュを3歳で使い始め、4歳でHTMLによる開発、5歳でＣ言語によるソフトウェア開発を始める。15歳で高校を飛び級卒業。シリコンバレーの投資家ロン・コンウェイ(en:Ron_Conway)から出資を受け、17歳でZooomr社をシリコンバレーで創業。19歳で日本に入国。